# 上野金太郎 (薬学者)
上野 金太郎（うえの きんたろう、1866年11月15日（慶応2年10月9日） - 1936年（昭和11年）6月4日）は、日本の薬学者、薬学博士、東京薬学専門学校理事兼校長、資産家、実業家。大日本麦酒顧問。族籍は東京府士族。

## 人物
東京府士族・上野銈三郎の三男。小石川久堅町生まれ。1883年、家督を相続した。
第一高等中学校を経て1891年7月、帝国大学医科大学薬学科を卒業、薬学士の称号を得た。日本麦酒会社に入り技師となり1906年、技師長に進んだ。同社解散に伴い大日本麦酒目黒工場長に就任した。1908年、薬学博士の学位を取得。
1917年、取締役に挙げられ転じて1925年、監査役となる。また東京大学医学部講師などを務め、1933年、東京薬学専門学校校長となった。住所は東京市麻布区笄町。墓所は青山霊園。

## 家族・親族
上野家
上野家は代々一橋家に仕えた士分であり、金太郎の祖父・源次郎は勘定方を務めた。
- 父・銈三郎（東京府士族）[6]
- 姉・ぎん（1862年 - ?、愛媛士族、穂積重頴の妻）[2][4] - 法学者の穂積陳重や穂積八束は穂積重頴の弟である。
- 妻
  - せん（1873年 - ?、愛知、外波内蔵吉の妹）[2][4]
  - フミ（1885年 - ?、大分、阿南惟一の孫）[6]
- 男・幸男（1896年 - ?）[2][4]
- 養子（愛知、井伊吉次郎の孫、1922年 - ）[6][7]
- 長女・きぬ（1899年 - ?、愛知県人・井伊吉次郎の長男で日本勧業銀行員・鉦太郎の妻）[6][7]
- 二女・あや（1902年 - ?、石川県人・井上茂の長男で営繕管財局技師・一之の妻）[6][7]
- 三女・紀（1904年 - ?、山形県人・相良守一の長男で第一高等学校教授・守峰の妻）[6]
- 四女・博（1907年 - ?、海軍軍医総監石黒宇宙治の三男で東京工業試験所技師・宰三の妻、分家し上野を称す。墓所は虎ノ門の栄閑院）[6]